# محمد أبو سبعان
محمد أبو سبعان (بالإنجليزية: Mohammed Abousaban)؛ مواليد 20 يناير 1990 في الأحساء، السعودية، هو لاعب كرة قدم سعودي.
كانت بداياته مع هجر في عام 2012 وانتقل في درجة الشباب إلى الاتحاد وانتقل إلى الفتح في عام 2016 واعير في الفترة الشتوية إلى نادي التعاون وإنتقل بعدها إلى نادي الفيصلي وانتقل بعدها إلى نادي ضمك وعاد بعدها إلى نادي التعاون ونادي الفيحاء ونادي ضمك ونادي الحزم.

## مسيرته
بدأ أبو سبعان مسيرته الكروية في فريق شباب نادي هجر. في 4 يوليو 2007، انْضمَّ أبو سبعان إلى نادي الاتحاد، ثم صعد إلى الفريق الأول في نادي الاتحاد في عام 2010، وشارك لأول مرة في مبارايات دوري المحترفين السعودي ضد نادي الشباب في يوم 11 مايو 2011. خلال موسم 2011–12، بدأ أبو سبعان في الإنضمام إلى الفريق الأول في الكثير من الأوقات، وأصبح في النهاية لاعبًا في الفريق الأول. وفي 29 يناير 2012، تم تغريم أبو سبعان 10 آلاف ريال سعودي وإيقافه لـ 4 مباريات لإيذائه الاعب نواف العابد خلال مباراة نصف نهائي كأس ولي العهد السعودي ضد نادي الهلال. وفي 10 أبريل 2012، تم إيقافه مرة أخرى لمباراتين لمهاجمته لاعبًا خلال مباراة الدوري ضد نادي النصر. وفي 7 مايو 2012، وقع أبو سبعان عقد جديد لتمديد عقده مع الاتحاد حتى العام 2017.
وفي 22 يونيو 2016، غادر أبو سبعان الاتحاد ووقع عقدًا لمدة عامين مع نادي الفتح، لعب خلالها 11 مباراة مع النادي، وغادر النادي في منتصف الموسم. وفي 31 يناير 2017، انضم أبو سبعان إلى نادي التعاون على سبيل الإعارة لمدة ستة أشهر. وفي 19 يوليو 2017، وقع أبو سبعان عقدًا لمدة عامين مع نادي الفيصلي، حيث ظهر لأول مرة مع الفيصلي في يوم 17 أغسطس 2017 في مباراة الدوري ضد نادي الرائد، وسجل هدف للنادي خلال تلك المباراة التي انتهت بفوز الفيصلي 3-2. وأنهى موسمه الأول مع الفيصلي بخوض 28 مباراة وسجل خلالها 6 أهداف. أكسبه أدائه الاستدعاءً للمنتخب السعودية لكرة القدم لمباراة الودية ضد منتخب العراق لكرة القدم. ومع ذلك كان موسمه الثاني في النادي أكثر إحباطًا حيث عانى أبو سبعان من الإصابات، شارك في 12 مباراة فقط في موسمه الثاني مع الفيصلي. بعد انتهاء عقده مع الفيصلي، انضم أبو سبعان إلى نادي ضمك الصاعد حديثًا إلي دوري المحترفين، وخاض 13 مباراة في جميع المسابقات مع نادي ضمك وسجل هدفين في الدوري. وفي 25 يناير 2020، عاد أبو سبعان إلى التعاون لكن هذه المرة بشكل دائم، حيث وقع عقدًا لمدة عامين ونصف مع النادي.

## إحصائيات

### النادي
آخر تحديث 25 يناير 2020.
| النادي          | الموسم        | الدوري | الدوري  | كأس خادم الحرمين الشريفين | كأس خادم الحرمين الشريفين | كأس ولي العهد | كأس ولي العهد | قاري   | قاري    | أخري   | أخري    | المجموع | المجموع |
| النادي          | الموسم        | الظهور | الأهداف | الظهور                    | الأهداف                   | الظهور        | الأهداف       | الظهور | الأهداف | الظهور | الأهداف | الظهور  | الأهداف |
| --------------- | ------------- | ------ | ------- | ------------------------- | ------------------------- | ------------- | ------------- | ------ | ------- | ------ | ------- | ------- | ------- |
| الاتحاد السعودي | 2009–10       | 0      | 0       | 0                         | 0                         | 0             | 0             | 0      | 0       | –      | –       | 0       | 0       |
| الاتحاد السعودي | 2010–11       | 1      | 0       | 0                         | 0                         | 0             | 0             | 3      | 0       | –      | –       | 4       | 0       |
| الاتحاد السعودي | 2011–12       | 15     | 0       | 0                         | 0                         | 3             | 1             | 7      | 3       | –      | –       | 25      | 4       |
| الاتحاد السعودي | 2012–13       | 18     | 3       | 3                         | 1                         | 1             | 0             | –      | –       | –      | –       | 22      | 4       |
| الاتحاد السعودي | 2013–14       | 19     | 0       | 4                         | 0                         | 2             | 0             | 6      | 0       | 1      | 0       | 32      | 0       |
| الاتحاد السعودي | 2014–15       | 15     | 1       | 1                         | 0                         | 1             | 0             | –      | –       | –      | –       | 17      | 1       |
| الاتحاد السعودي | 2015–16       | 14     | 2       | 1                         | 0                         | 2             | 0             | 1      | 0       | –      | –       | 18      | 2       |
| الاتحاد السعودي | مجموع الاتحاد | 82     | 6       | 9                         | 1                         | 9             | 1             | 17     | 3       | 1      | 0       | 118     | 11      |
| الفتح السعودي   | 2016–17       | 9      | 0       | 0                         | 0                         | 2             | 0             | 0      | 0       | –      | –       | 11      | 0       |
| التعاون السعودي | 2016–17       | 4      | 0       | 0                         | 0                         | 0             | 0             | 5      | 0       | –      | –       | 9       | 0       |
| الفيصلي السعودي | 2017–18       | 22     | 5       | 5                         | 1                         | 1             | 0             | –      | –       | –      | –       | 28      | 6       |
| الفيصلي السعودي | 2018–19       | 8      | 0       | 1                         | 0                         | –             | –             | –      | –       | 3      | 0       | 9       | 0       |
| الفيصلي السعودي | مجموع الفيصلي | 30     | 5       | 6                         | 1                         | 1             | 0             | 0      | 0       | 3      | 0       | 40      | 6       |
| ضمك             | 2019–20       | 10     | 2       | 3                         | 0                         | –             | –             | –      | –       | –      | –       | 13      | 2       |
| التعاون السعودي | 2019–20       | 0      | 0       | 0                         | 0                         | –             | –             | 0      | 0       | –      | –       | 0       | 0       |
| المجموع الكلي   | المجموع الكلي | 135    | 13      | 18                        | 2                         | 12            | 1             | 22     | 3       | 4      | 0       | 191     | 19      |

1. ↑  ألغيت في  19 سبتمبر 2017
2. ↑  الظهور في كأس العرب للأندية الأبطال